# Centro Universitário Presidente Tancredo Neves
O Centro Universitário Presidente Tancredo Neves (UNIPTAN) é uma instituição privada de ensino superior, sediada na cidade de São João del-Rei. Foi criado em 16 de junho de 1999 como Instituto de Ensino Superior Presidente Tancredo Neves (IPTAN). Em 26 de julho de 2017 foi elevado a categoria de Centro Universitário.

## Mantenedora
Instituto de Ensino Superior Presidente Tancredo Neves S.A. é a empresa mantenedora do UNIPTAN. Era uma empresa do Grupo NRE Educacional, em 2019 foi fundida com a Medcel e tornou-se Afya.